# Checoslovaquia en los Juegos Olímpicos de Calgary 1988
Checoslovaquia estuvo representada en los Juegos Olímpicos de Calgary 1988 por un total de 59 deportistas que compitieron en 9 deportes.  
El portador de la bandera en la ceremonia de apertura fue el saltador en esquí Jiří Parma.

## Medallistas
El equipo olímpico checoslovaco obtuvo las siguientes medallas:
| Nombre                                              | Deporte         | Competición        |
| --------------------------------------------------- | --------------- | ------------------ |
| Oro                                                 |                 |                    |
| —                                                   |                 |                    |
| Plata                                               |                 |                    |
| Pavel Ploc                                          | Saltos en esquí | Trampolín normal M |
| Bronce                                              |                 |                    |
| Radim Nyč Václav Korunka Pavel Benc Ladislav Švanda | Esquí de fondo  | 4 × 10 km M        |
| Jiří Malec                                          | Saltos en esquí | Trampolín normal M |